# New Zealand Open 1986
Die New Zealand Open 1986 (auch New Zealand International 1986) im Badminton fanden Anfang September 1986 statt. Der Finaltag war der 7. September 1986.

## Finalresultate
| Disziplin    | Sieger                        | Finalist                      | Ergebnis          |
| ------------ | ----------------------------- | ----------------------------- | ----------------- |
| Herreneinzel | Graeme Robson                 | Glenn Stewart                 | 15–2, 15–8        |
| Dameneinzel  | Toni Whittaker                | Linda Persson                 | 11–0, 10–12, 11–5 |
| Herrendoppel | Kevin Ross Ryan Whittle       | Graeme Robson Jacob van Selm  | 15–8, 18–14       |
| Damendoppel  | Karen Phillips Toni Whittaker | R. McFarlane Linda Persson    | 15–10, 15–3       |
| Mixed        | Graeme Robson Toni Whittaker  | Jacob van Selm Karen Phillips | 15–9, 15–12       |